# Dornum
Dornum é um município da Alemanha,um país da Europa,  localizado no distrito de Aurich, estado de Baixa Saxônia.